# Ferreiras
Ferreiras is een Portugese plaats (freguesia) in de gemeente Albufeira, en telt 4951 inwoners (2001).
Albufeira · Ferreiras · Guia · Olhos de Água · Paderne